# Одон Васзко
Одон Васзко (Панчево, Аустроугарска данас Србија, 4. јул 1896. – Будимпешта, 5. јануар 1945.) био је мађарски сликар.

## Живот
Похађао је неколико независних уметничких школа, а касније је студирао на Мађарском универзитету лепих уметности. Као један од оснивача Удружења нових уметника, био је веома близак са Јаношом Вашаријем. Прву самосталну изложбу направио је 1928. у Будимпешти. 
Са 48 година извршава самоубиство. 